# Senator Ninoy Aquino
Senator Ninoy Aquino, conocido comúnmente como Valle de Kulamán, es un municipio filipino de tercera categoría, situado al sur de la isla de Mindanao. Forma parte de la provincia de Sultán Kudarat situada en la Región Administrativa de Soccsksargen también denominada Región XII. 
Para las elecciones está encuadrado en el Segundo Distrito Electoral de esta provincia.

## Geografía

### Barrios
El municipio  de Senator Ninoy Aquino se divide, a los efectos administrativos, en 20 barangayes o barrios, conforme a la siguiente relación:
| - Banali - Basag - Buenaflores - Bugso | - Buklod - Gapok - Kadi - Kapatagán | - Kiadsam - Kuden - Kulamán - Lagubang | - Langgal - Limuhay - Malegdeg - Midtungok | - Nati - Sewod - Tacupis - Tinalón |  |

## Historia
Cuenta la leyenda que cuando se produjo una fuerte hambruna el siglo XVII  el sultán Kulaman se aventuró solo llevando  yuca,  alimento básico de los Manobos, para remediar la hambruna. Antes de regresar a casa el sultán fue arrastrado por la corriente cuando lavaba raíces en el río, lo que ocasionó su muerte.
Al encontrra su cadáver río abajo exclamaron: "Kulaman-sa-ig", que quiere decir  Kulamán en el agua.

### Influencia española
Este territorio formaba parte de la Capitanía General de Filipinas (1520-1898).
Hacia 1696 el capitán Rodríguez de Figueroa obtiene del gobierno español el derecho exclusivo de colonizar Mindanao.
El 1 de febrero de este año parte de Iloilo alcanzando la desembocadura del Río Grande de Mindanao, en lo que hoy se conoce como la ciudad de Cotabato.

### Independencia
En honor al líder tribal manobo, el río donde fue encontrado su cadáver,  y más tarde, todo el valle superior recibe el nombre de Kulaman. 
El 17 de febrero de 1989 los barrios de Buenaflores, Bugso, Kiadsam, Kadi, Kulamán, Malegdeg y Sewod, hasta entonces pertenecientes al municipio de  Kalamansig, junto con el barrio de Langgal, del municipio de Bagumbayan, pasan a formar el nuevo municipio denominado Senador Ninoy Aquino cuyo ayuntamiento se constituye en el barrio de Kulamán.